# Q. I. M. Mok
Q. I. M. Mok (* 25. Januar 1925 in Amsterdam; † 12. August 2005 in Leiden) war ein niederländischer Romanist, Provenzalist und Sprachwissenschaftler.

## Leben und Werk
Quirinus Ignatius Maria (Kees) Mok wuchs in Amsterdam auf und studierte dort ab 1947 Französisch (1952–1953, sowie 1955 auch an der Sorbonne). 1956 wurde er an der Universität Amsterdam Mitarbeiter und 1968 Dozent. Er promovierte 1968 bei Anton Reichling (1898–1986) mit Contribution à l'étude des catégories morphologiques du genre et du nombre dans le français parlé actuel (Den Haag/Paris 1968). Von 1971 bis zu seiner Emeritierung 1988 war er Inhaber des Lehrstuhls für Romanische Sprachwissenschaft an der Universität Leiden.
Mok war von 1984 bis 1990 Generalsekretär und von 1990 bis 1993 Präsident der Association Internationale d'Études Occitanes (AIÉO). Von 1971 bis 1994 redigierte er in der Zeitschrift Neophilologus die romanistische Sprachwissenschaft. Er war Ritter der Ehrenlegion.

## Weitere Werke
- Manuel pratique de morphologie d'ancien occitan, Muiderberg 1977